# 암호명
암호명(暗號名) 또는 코드네임(영어: code name, call sign, cryptonym)은 비밀리에 다른 이름, 단어, 프로젝트 또는 사람을 지칭하기 위해 사용되는 암호어 또는 이름이다. 암호명은 종종 군사적 목적이나 첩보 활동에 사용된다. 또한 비밀 프로젝트 등을 사업 경쟁자로부터 보호하거나 마케팅 이름이 아직 결정되지 않은 프로젝트에 이름을 부여하기 위해 산업 스파이 방지에 사용될 수도 있다. 군대에서 이름과 구절을 사용하는 또 다른 이유는 실제 이름보다 워키토키나 무선 연결을 통해 누적 오류 수준이 낮게 전송되기 때문이다.

## 기원

### 아케메네스 제국
다리우스 1세 통치하의 아케메네스 제국은 왕의 눈 또는 왕의 귀라고 불리는 첩보원 네트워크를 고용했다. 이 요원들은 익명으로 활동했으며, "왕의 눈"은 특정 인물을 지칭하는 것이 아니라 왕에게 직접 보고하는 정보망의 암호명이었다.

### 포에니 전쟁
고대 카르타고의 장군 한니발은 로마와 동맹 영토에 있는 자신의 요원과 정보원에게 암호화된 참조를 사용했다고 전해진다. 일부 출처에 따르면, 그의 정보 작전의 핵심 인물들은 로마 방첩대에 발각되는 것을 피하기 위해 실제 이름 대신 별명을 사용하여 식별되었다.

### 로마
율리우스 카이사르는 메시지를 암호화하기 위해 암호를 사용했으며, 핵심 요원들에게 암호명을 부여했을 가능성이 높다. 그의 유명한 카이사르 암호 (간단한 문자 이동 암호화)는 군사 명령을 위장하는 데 사용되었다. 그는 또한 마르쿠스 안토니우스 및 다른 장군들을 서신에서 축약하거나 변형된 이름으로 언급하여, 가로채기를 통해 전략적 계획이 드러나는 것을 막았다.

### 성경에 나오는 유대인 암호명
로마에 대한 유대인 반란 동안, 지도자와 사자들은 통신에서 상징적이거나 오해의 소지가 있는 이름을 사용했다. 사해 문서에는 "정의의 교사"와 "사악한 사제"와 같은 인물들이 언급되는데, 이는 실제 신원을 가리기 위한 암호명으로 기능했을 수 있다.

### 비잔틴 제국
동로마 제국의 정보 요원들, 특히 유스티니아노스 1세 치세의 요원들은 실제 신원 대신 암호명이나 직함을 사용했다. 프로코피오스는 페르시아와 고트 궁정의 스파이들에게 발각을 피하기 위해 우화적인 이름이 부여되었다고 시사한다.

## 군사적 기원
제1차 세계 대전 동안, 연합국은 국가, 도시, 지형, 군사 단위, 군사 작전, 외교 회의, 장소 및 개인을 지칭하는 데 공통된 이름을 사용하기로 합의했으며, 관련 정부가 사용하던 전전 명명 절차를 적용했다. 영국에서는 이름이 육군성이 배치한 정부간 보안 위원회(ISSB)에 의해 관리되고 통제되었다. 이 절차는 미국이 참전했을 때 미국과 조율되었다. 무작위 이름 목록이 10단어 단위로 알파벳 블록으로 사용자에게 발행되었고 필요에 따라 선택되었다. 단어는 6개월 후 재사용 가능했으며, 사용되지 않은 할당은 재량에 따라 필요에 따라 재배정될 수 있었다. 사용 가능한 할당에서 신중하게 선택하면 영리한 의미를 가질 수 있고 적절한 이름이나 역두문자어를 초래할 수 있었지만, 정책은 숨기려던 것과 명백히 추론 가능한 연결이 없는 단어를 선택하는 것이었다. 주요 회의 회의에 대한 이름은 의미의 일부로 숫자를 포함하는 장치나 기기를 지칭하는 부분적인 명명 순서를 가졌다. 예를 들어, 세 번째 회의는 "TRIDENT"였다. 성이 "강철 인간"을 의미하는 이오시프 스탈린은 "돌에서 조각된 이미지"를 의미하는 "GLYPTIC"이라는 이름을 받았다.
- 참고: 이름 용어집[9] 제2차 세계 대전의 미국 육군 – 워싱턴 지휘소: 작전 사단
  - 제2차 세계 대전 연합군 작전[10]
  - 제2차 세계 대전 역사 및 문서에 나타나는 약어, 두문자어, 암호어, 용어[11]
  - 영국 국립 기록원 (이전 공공 기록 보관소)에 보관된 원본 파일 정보는 영국 정부의 공개 기록을 보관한다.

### 독일 암호명
영국 해군 정보 장교인 이웬 몬태규는 『최고 비밀 울트라 너머』에서 제2차 세계 대전 동안 나치 독일이 습관적으로 즉흥적인 암호명을 별명으로 사용했으며, 이는 종종 그 내용이나 기능을 노골적으로 드러내거나 강하게 암시했다고 밝혔다.
일부 독일 암호명:
- 골프플라츠(Golfplatz, 독일어로 "골프장") – 해외방첩청에서 사용한 영국
- 잠란트(Samland) – 해외방첩청에서 사용한 미국 (엉클 샘에서 유래)
- 헤임달 (능력이 "100마일 밖을 볼 수 있다"는 신) – 장거리 레이더
- 보탄 – 공중 폭격 항법 시스템. 보탄 신이 한쪽 눈만 가졌다는 것을 알게 된 영국 항공성의 공군 정보부와 비밀 정보부에서 일하던 영국 과학자 R. V. 존스는 이 장치가 단일 빔을 사용한다고 추론했으며, 이를 통해 그 작동 방식을 정확히 알아냈다. 보탄을 무용지물로 만드는 대항 시스템이 빠르게 만들어졌다.
- 바다사자 작전 (Sea-lion) – 영국 침공 계획 (사자는 영국 왕실 문장에서 두드러진다)
- 바르바로사 작전 (프리드리히 바르바로사) – 동진하여 소련을 침공할 계획

반대로 라인강 감시 작전(Operation Wacht am Rhein)은 전격전과 같은 대규모 공격 작전이 아닌 방어적인 "감시"를 암시하기 위해 의도적으로 목적과 반대되는 이름으로 명명되었다. 베저위붕 작전 (베저강-연습)도 마찬가지로 1940년 4월 노르웨이와 덴마크를 침공할 계획을 의미했다.

### 다른 강대국들의 암호명
영국과 미국은 외부에 노출되어도 단서가 되지 않도록 암호명을 부여하는 보안 정책을 개발했다. 예를 들어, V-2 로켓에 대한 영국의 방어 조치는 크로스보우 작전이라고 불렸다. 뉴멕시코주에 있는 핵무기 프로젝트는 프로그램을 관리하던 맨해튼 공학 지구에서 유래하여 맨해튼 계획이라고 불렸다. 세계에서 가장 빠르고 높이 나는 항공기를 생산하는 미국의 A-12 / SR-71 블랙버드 스파이 비행기 프로젝트의 암호명은 Oxcart였다. 미국 최초의 대륙간 탄도 미사일을 계획한 미국 그룹은 티팟 위원회라고 불렸다.
비록 이 단어가 해상 운송에 대한 위협(이 경우 일본의)을 나타낼 수 있었음에도 불구하고, 제2차 세계 대전 중 오키나와 아열대 섬 공격에 대한 미국 암호명은 빙산 작전이었다. 소련의 쿠바 미사일 기지 건설 프로젝트는 미국에서 가장 가까운 폭격기 기지(알래스카 노메에서 베링 해협을 건너편)의 이름을 따서 아나디리 작전이라고 명명되었다. 미국에서는 기상 보고 관행과의 혼동을 피하기 위해 일반적으로 색상 이름은 피한다. 반면 영국은 레인보우 코드 시스템을 통해 의도적으로 무의미하게 색상을 사용했다.

### 항공기 식별 보고명
독일과 이탈리아 항공기는 연합군 적대국에 의해 암호명을 부여받지 않았지만, 1942년 미국 육군 항공대의 정보 장교 프랭크 T. 맥코이 대위는 일본 군용 항공기를 식별하기 위한 시스템을 고안했다. 처음에는 "피트", "제이크", "루페"와 같은 짧은 "시골뜨기" 소년 이름을 사용했지만, 이 시스템은 나중에 소녀 이름과 나무 및 새 이름으로 확장되어 태평양 전역의 연합군에 의해 널리 사용되었다. 이러한 명명 체계는 기밀로 유지될 필요가 없다는 점에서 다른 암호명 사용과 다르며, 공식 명칭이 알려지지 않거나 불확실할 때 식별 수단으로 사용된다.
식별 보고 명명 정책은 냉전 시대에도 소련, 기타 바르샤바 조약 기구, 중국 공산당 항공기에 대해 계속되었다. 이는 미국, 영국, 캐나다, 호주, 뉴질랜드가 결성한 항공 표준 조정 위원회(ASCC)에 의해 시작되었지만, 항공기, 로켓, 미사일에 대한 NATO 보고명으로 NATO 전역으로 확대되었다. 소련은 이 이름들을 전투에서 상대방이 자기 부대에 붙여준 별명처럼 여겼다. 소련은 수호이 Su-25가 "프로그풋"이라는 암호명을 얻는 것을 좋아하지 않았다. 그러나 안토노프 An-124에 대한 "콘도르"나, 가장 유명한 미코얀 MiG-29에 대한 "풀크럼"과 같이 일부 이름은 적절했는데, 이는 소련 공군 전략에서 "중심적인" 역할을 했다.
암호명은 다음 과정을 통해 채택되었다. 공중 또는 우주 정찰은 바르샤바 조약 기구 공군 기지에서 새로운 항공기를 식별한다. 그러면 정보 부대는 해당 기지의 공식 약어와 문자를 조합한 암호명을 부여한다. 예를 들어, 라멘스코예 공항에서 목격된 항공기는 "람-A"로 명명된다. 미사일은 튜라-탐에서 목격된 다섯 번째 로켓을 의미하는 "TT-5"와 같은 명칭을 받았다. 미사일 용도에 대한 정보가 더 많이 확보되면 "SS-6"와 같이 여섯 번째 지대지 미사일 설계를 의미하는 명칭이 부여되었다. 마지막으로, 정찰기가 아닌 휴대용 카메라로 항공기나 미사일 사진을 찍을 수 있게 되면 "플랭커" 또는 "스커드"와 같은 이름이 부여되었다. 이들은 항상 영어 단어였는데, 전 세계 국제 조종사들은 영어를 배워야 하기 때문이다. 소련 제조업체나 명칭(NATO가 잘못 추론할 수 있음)은 암호명과 관련이 없다.
제트 추진 항공기는 폭스배트와 같이 두 음절 이름을 받았고, 프로펠러 항공기는 불과 같이 짧은 이름으로 지정되었다. 전투기 이름은 "F"로 시작하고, 폭격기는 "B", 수송기는 "C"로 시작했다. 훈련기와 정찰기는 "기타"라는 단어 아래에 분류되어 "M"을 받았다. 동일한 규칙이 미사일에도 적용되어 공대지 공격 미사일은 "K"로 시작하고, 지대지 미사일(ICBM부터 대전차 로켓까지)은 "S", 공대공 미사일은 "A", 지대공 미사일은 "G"로 시작한다.

### 처칠 이후의 군사 작전
제2차 세계 대전 내내 영국군의 암호명 부여 방식은 한 단어 암호명(주빌리, 프랭크턴)을 선호했다. 미국군은 더 긴 복합 단어를 선호했지만, 오버로드라는 이름은 윈스턴 처칠 본인이 직접 선택했다. 두 가지 유형의 많은 사례를 인용할 수 있으며, 예외도 마찬가지이다.
윈스턴 처칠은 암호명의 질에 대해 까다로웠다. 그는 특히 위험한 작전의 암호명은 지나치게 웅장하거나, 사소하거나, 흔하지 않아야 한다고 주장했다. 그가 언급하는 한 가지 감정적인 목표는 아들의 죽음을 "버니허그"나 "밸리후"라고 불리는 작전에서 사망했다고 누구에게도 보고할 필요가 없다는 것이다.
현재 영국군은 단어 하나로 된 이름을 사용하는 경향이 있는데, 이는 제2차 세계 대전 이후 작전에 단일 단어를, 훈련에는 두 단어 이름을 예약하는 정책을 유지하는 것으로 보인다. 영국 작전 암호명은 보통 컴퓨터로 무작위로 생성되며, 미국 이름처럼 그 구성 요소나 정치적 함의를 거의 드러내지 않는다 (예: 2003년 이라크 침공은 "텔릭 작전"으로 불린 반면, 미국은 선전 목적을 위해 선택된 것이 분명한 "이라크 자유 작전"으로 불렀다). 미국은 두 단어 이름을 선호하는 반면, 캐나다와 호주는 둘 중 하나를 사용한다. 프랑스군은 현재 자연(예: 색깔이나 동물 이름)에서 따온 이름을 선호하는데, 예를 들어 오페라시옹 다게("고라니") 또는 오페라시옹 발리스트("쥐치") 등이 있다. CIA는 알파벳 접두사를 사용하여 작전을 지원하는 기관의 부분을 지정한다.
미국의 경우, 많은 경우 이름의 첫 단어가 프로그램의 의도와 관련이 있다. 스텔스 전투기 개발을 위한 해브 블루처럼 첫 단어가 "have"인 프로그램은 생산 항공기를 생산하기 위한 것이 아닌 개발 프로그램이다. F-117의 시니어 트렌드처럼 "Senior"로 시작하는 프로그램은 생산에 들어갈 예정인 테스트 중인 항공기용이다.
미국에서는 암호명이 일반적으로 모두 대문자로 표기된다. 다른 나라에서는 그렇지 않지만, 영국 문서에서는 암호명이 대문자로 표시되고 작전은 OP로 축약된다(예: "Op. TELIC").
이는 약간의 홍보 기회(정당한 이유 작전)를 제공하거나, 명명 선택에 대한 논란(항구적 자유 작전으로 개명된 무한 정의 작전)을 불러일으킨다. 이제는 컴퓨터가 선택을 돕는 데 사용된다. 또한, 이전 전쟁 동안의 비밀 이름과 최근 전쟁의 공개된 이름 사이에는 구별이 있다.

## 프로젝트 암호명
프로젝트 암호명은 민간 산업, 학계, 정부 및 기타 기관에서 개발 중인 프로젝트에 부여되는 암호명(일반적으로 단일 단어, 짧은 구 또는 두문자어)이다.
프로젝트 암호명은 일반적으로 다음과 같은 여러 가지 이유로 사용된다.
- 조직 내에서 프로젝트를 고유하게 식별하기 위해. 암호명은 기존 용어와 충돌하지 않도록 조직이 사용하는 일반적인 사업/도메인 용어에서 벗어나도록 자주 선택된다.
- 경쟁사로부터 프로젝트의 비밀을 유지하는 데 도움이 되기 위해. 일부 기업은 경쟁사를 더욱 혼란시키기 위해 프로젝트 이름을 정기적으로 변경한다.
- 프로젝트의 목표가 하나 이상의 상업용 제품을 개발하는 것일 때, 암호명 사용은 최종 제품 명명법(제품이 마케팅되고 판매되는 이름)을 개발 노력과 분리할 수 있게 한다. 이는 하나의 프로젝트가 여러 제품을 생성하거나 여러 프로젝트가 단일 제품을 생산하는 데 필요한 경우 특히 중요하다. 이를 통해 하위 프로젝트에 메인 프로젝트와는 별개의 정체성을 부여할 수 있다.
- 개발 노력의 초기 단계(실패할 수 있음)를 후속 단계(정치적 도구로서 "새로운 시작"을 부여받을 수 있음)와 분리하기 위해.
- 일반 관찰자가 출시 전 버전을 새 제품 출시라고 결론 내리는 것을 방지하여 혼란을 줄이는 데 도움이 되기 위해.

조직마다 프로젝트 암호명 사용 및 공개에 대한 정책이 다르다. 일부 회사는 회사 외부(알아야 할 필요가 있고 일반적으로 기밀유지 협약에 구속되는 외부 기관 제외)에서 프로젝트 암호명을 논의하거나 공개하지 않기 위해 매우 신중을 기한다. 다른 회사들은 공식적 또는 형식적 통신에서는 전혀 사용하지 않지만, 비공식적인 채널을 통해 프로젝트 암호명을 널리 유포한다(종종 프로젝트에 대한 마케팅 버즈를 생성하려는 시도). 또 다른 회사들(예: 마이크로소프트)은 암호명을 공개적으로 논의하고, 베타 릴리스 등에 프로젝트 암호명을 일상적으로 사용하지만, 최종 제품에서는 이를 제거한다. 윈도우 95의 경우, "CHICAGO"라는 암호명은 INF 파일 구조에 포함되어 있었고 윈도우 Me까지 필요했다. 반대편에서는 애플이 MacOS의 주요 릴리스에 대한 프로젝트 암호명을 최종 제품의 공식 이름의 일부로 포함하는 관행을 사용했는데, 이는 Mac OS X v10.2 "재규어"와 함께 2002년에 시작되었다. 구글과 AOSP 또한 2013년까지 안드로이드 운영체제에 이 방식을 사용했는데, 이때는 암호명이 출시 이름과 달랐다.

## 주목할 만한 암호명

### 군사
- 유인원 작전 – 프라하에서 나치 최고 지도자 라인하르트 하이드리히 암살 작전
- 아크 라이트 작전 – 베트남 전쟁 중 미국 공군 B-52 폭격 작전
- 바르바로사 작전 – 독일의 소련 침공 작전
- 블랙 토네이도 작전 – 2008년 11월 26일에 시작되어 29일까지 지속된 작전으로, 인도의 국가안전수비대(NSG)가 뭄바이 타지마할 호텔에서 공격자들을 소탕하기 위해 수행했다.
- 블루스타 작전 – 1984년 6월 3일부터 8일까지 인도 펀자브주 암리차르의 황금 사원에서 자르나일 싱 빈드란왈레와 그의 무장 추종자들을 제거하기 위해 수행된 인도군 작전이다.
- 마켓 가든 작전 – 독일 침공 실패 (1944)
- 모레로 작전 – 남아프리카 공화국 특수부대가 중앙아프리카 공화국에 파견되어 프랑수아 보지제 대통령을 보호했다.
- 넵튠 스피어 작전 – 2011년 5월 2일 알카에다의 창립자이자 수장인 오사마 빈라덴이 파키스탄에서 미국 해군 특수전 개발단 소속 네이비 실에 의해 사살된 중앙정보국 주도 작전이다.
  - "제рони모", 넵튠 스피어 작전 당시 오사마 빈라덴의 암호명
- 사막의 폭풍 작전 – 제1차 걸프 전쟁 중 1991년 1월 17일부터 1991년 4월 11일까지 쿠웨이트에서 일어난 공지전의 미군 암호명.
- 오버로드 작전 – 연합군의 노르망디 상륙 작전
- 롤링 썬더 작전 – 미국과 남베트남이 북베트남에 대해 수행한 지속적인 폭격 작전
- 바다사자 작전 – 나치 독일이 계획했으나 실행되지 않은 영국 침공 계획
- 샥티 작전 – (포카란-II)은 1998년 5월 인도가 인도 육군의 포카란 시험장에서 실시한 5차례의 핵폭탄 시험 폭발 시리즈를 지칭한다. 이는 한 개의 핵융합탄과 세 개의 핵분열탄의 폭발로 시작되었다.
- 횃불 작전 – 1942년 영국-미국 북아프리카 침공 작전
- 맨해튼 계획 (트리니티, 리틀 보이, 팻 맨 포함) – 제2차 세계 대전 중 미국의 핵무기 프로그램
- MK울트라 – CIA 프로젝트 (마인드 컨트롤 기술 및 기법 시도)
- 미소짓는 부처 – (포카란-I)는 1974년 5월 18일에 실시된 인도의 첫 핵무기 폭발에 부여된 암호명이다. 이 장치는 인도 육군에 의해 포카란 시험장에서 폭발되었다. 이는 유엔 안전 보장 이사회 5개 상임 이사국 외의 국가에서 확인된 첫 핵 실험이기도 했다.
- 프로젝트-706 (차가이-I 및 차가이-II 포함) – 냉전 시대 파키스탄 핵무기 프로그램의 초기 비밀 암호명
- 전차 – 원래 1915년 영국 정부가 개발 중이던 최초의 궤도 장갑차에 대해 채택한 암호명
- 튜브 앨로이스 – 영국 핵 프로그램
- 언싱커블 작전 - 윈스턴 처칠의 소련 침공 계획

- 특수 군사 작전, 2022년 러시아의 우크라이나 침공에 대한 완곡어

### 상업
- AMD는 90 nm 세대부터 K8 마이크로아키텍처 기반 CPU에 전 세계 도시 이름을 코드네임으로 사용해 왔다. 페넘 브랜드 CPU에는 별 이름을 코드네임으로 사용했다. 옵테론 서버 CPU 및 플랫폼에는 페라리 포뮬러 원 팀과 관련된 도시 이름을 사용했다. 모바일 플랫폼은 새 이름을 따서 명명되었다(퓨마 제외). 예를 들면 다음과 같다.
  - 싱글 코어 애슬론 64 및 애슬론 64 FX: 뉴캐슬, 베니스, 샌디에이고, 리마
  - 듀얼 코어 애슬론 64 X2 및 애슬론 64 FX: 맨체스터, 톨레도, 윈저, 브리즈번
  - 페넘 CPU: 아게나(센타우루스자리 알파), 톨리만(센타우루스자리 알파), 쿠마(용자리 뉴), 데네브 (백조자리 알파), 프로푸스(쌍둥이자리 에타), 헤카(오리온자리 람다), 라나(에리다누스자리 델타), 레고르(돛자리 감마)
  - 옵테론 CPU: 바르셀로나, 상하이, 상파울루, 이스탄불
  - 서버 플랫폼: 카탈루냐, 피오라노, 마라넬로
  - 모바일 CPU: 그리핀, 라이온, 스위프트
  - 모바일 플랫폼: 카이트, 퓨마, 쉬라이크, 이글
- 애플은 현재 MacOS (이전에는 Mac OS X로 알려짐)의 주요 릴리스 이름을 캘리포니아의 주요 랜드마크 이름을 따서 명명하고 있다. 예를 들어 매버릭스(10.9), 요세미티(10.10), 엘 캐피탄(10.11), 시에라(10.12), 하이 시에라(10.13), 모하비(10.14), 카탈리나(10.15), 빅서(11.0), 몬터레이(12.0), 벤투라(13.0), 소노마(14.0) 등이 있다. 이전 릴리스는 고양이과 동물의 이름을 따서 명명되었다. 치타(10.0), 퓨마(10.1), 재규어(10.2), 팬서(10.3), 타이거(10.4), 레오파드(10.5), 스노우 레오파드(10.6), 라이온(10.7), 마운틴 라이온(10.8) 등이다.[14] 다른 이전 코드네임은 다음과 같다.
  - 작곡가 이름, 예를 들어 코플랜드는 작곡가 에런 코플런드의 이름을 따서 지었고, 거슈윈은 조지 거슈윈의 이름을 따서 지었다.
  - 여성의 이름, 예를 들어 제니퍼 (Macintosh IIx의 소문) 및 리사.
  - 사과 품종, 애플 IIGS의 콜틀랜드, 매킨토시 (매킨토시에서 유래).
  - 칼 세이건: 파워 매킨토시 7100 개발 중에 사용되었다. 1994년 천문학자 칼 세이건은 이 사용과 관련하여 애플을 상대로 두 건의 소송을 제기하여 모두 패소했고, 회사와 법정 밖 합의에 도달했다.
- 인텔은 종종 오리건주 (인텔의 CPU 프로젝트 대부분이 설계되는 곳)와 특히 미국 서부의 강 이름을 따서 CPU 프로젝트 이름을 짓는다. 예를 들어 윌라메트, 데슈츠, 얌힐, 투알라틴, 클라카마스 등이 있다. 인텔 코드네임 목록을 참조하라.
- 마이크로소프트는 종종 프로젝트 (특히 마이크로소프트 윈도우 운영 체제 버전) 이름을 지명에서 따온다. 예를 들어 시카고 (윈도우 95), 데이토나 (윈도우 NT 3.5), 멤피스 (윈도우 98), 휘슬러 (윈도우 XP), 롱혼 (윈도우 비스타) 등이 있다.
- 한동안 모질라는 모질라 파이어폭스 브라우저의 다양한 버전을 지칭하기 위해 주로 국립공원 이름을 따온 코드네임을 사용했다.
  - 파이어폭스 2.0: 본 에코
  - 파이어폭스 3.0: 그란파라디조
  - 파이어폭스 3.5: 시레토코
  - 파이어폭스 3.6: 나모로카
  - 파이어폭스 4.0: 투무쿠마크
  - 파이어폭스 프리-베타: 오로라
  - 파이어폭스 트렁크 빌드: 나이틀리
- 닌텐도는 종종 새로운 콘솔에 코드네임을 사용한다. 가장 잘 알려진 것은 Wii의 코드네임으로, 1년 넘게 레볼루션으로 불렸다. 다른 예로는 닌텐도 게임큐브의 코드네임 돌핀, 게임보이 어드밴스의 코드네임 아틀란티스, 닌텐도 64의 프로젝트 리얼리티, DS의 코드네임 프로젝트 니트로, 게임보이 미크로의 코드네임 산소, Wii U의 코드네임 프로젝트 카페, 스위치의 코드네임 NX, 스위치 2의 코드네임 온스가 있다.
- 제다이의 귀환은 제작 및 주요 촬영 중에 "블루 하베스트"라는 코드네임으로 불렸다. 이는 팬과 언론의 방해를 막고, 지역 상인과 판매자의 가격 폭리를 피하기 위한 것으로 알려졌다.
- 해리 포터 영화 시리즈의 후속편인 『비밀의 방』은 점점 더 열광적인 팬층이 촬영 장소를 찾아내 제작을 방해하는 것을 막기 위해 "57번가 사건"이라는 코드네임으로 불렸다.

## 같이 보기
- NATO 보고명
- 가명
- 가제목